# Nuovo Arsenale (Magonza)

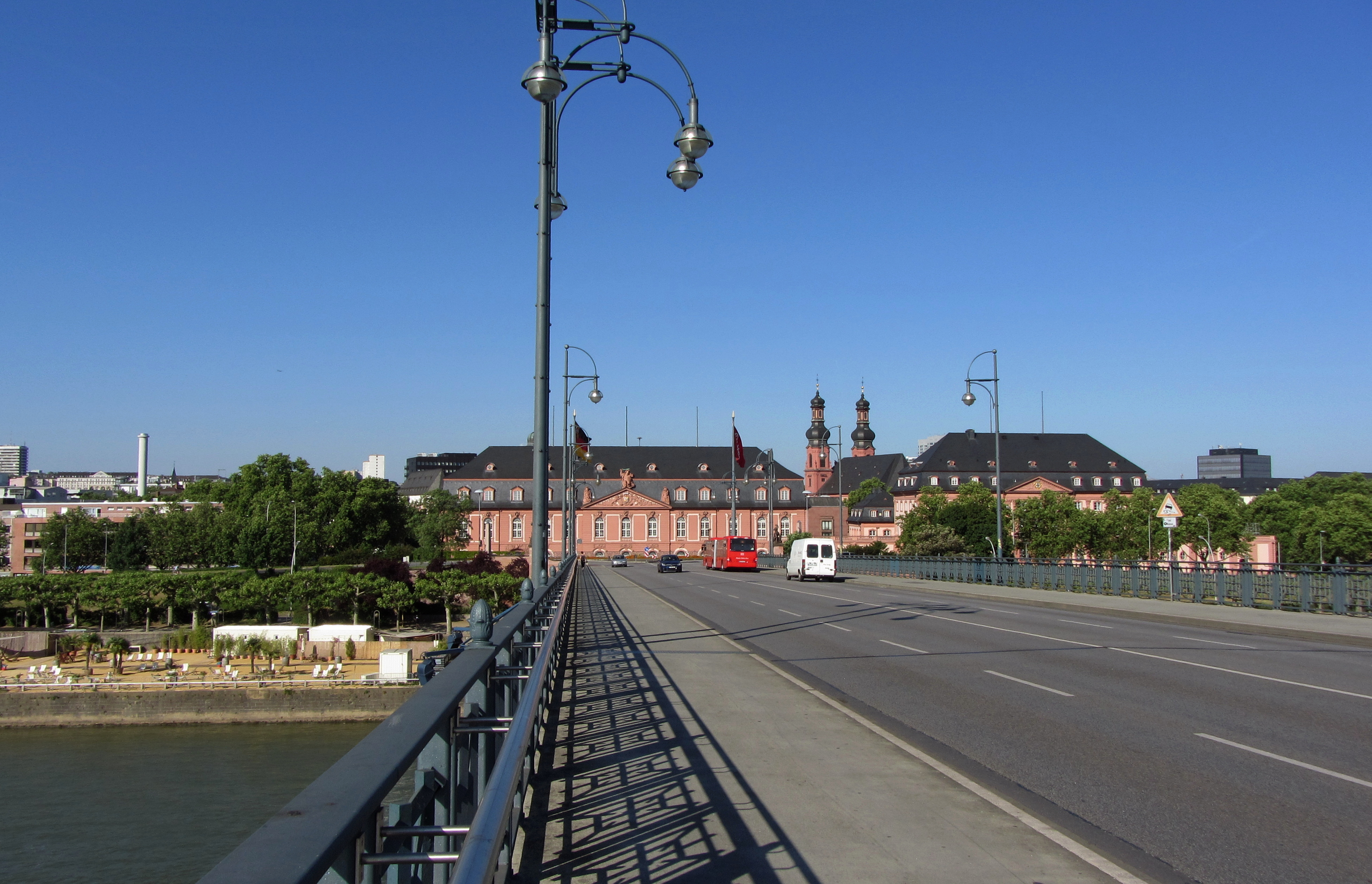
Vista dal ponte Theodor-Heuss sul Nuovo Arsenale, sulla destra la Deutschhaus

Il Nuovo Arsenale (Neues Zeughaus), accanto alla Deutschhaus di Magonza, è l'attuale sede della Cancelleria di Stato della Renania-Palatinato.

## Costruzione e storia
L'edificio barocco è stato costruito tra il 1738 e il 1740 sotto la direzione di Johann Maximilian von Welsch, come armeria e nel contesto di una serie di edifici che ancora oggi determinano il paesaggio urbano. C'era una volta una sala per le armi al primo piano, in cui venivano sistemate e riparate armi e attrezzature militari. C'erano due dipinti ad olio che mostravano la disposizione del Vestung Mainz con lo stemma dell'elettore Philipp Karl von Eltz, portato da due angeli, tra cui figure allegoriche e una vista prospettica della città di Magonza, tra cui la facciata dell'armeria sullo sfondo del Reno, con figure allegoriche del Reno e del commercio. Il timpano triangolare situato sopra il centro della facciata è adornato con il dio della guerra Marte, progettato da Burkard Zamels, e lo stemma dell'elettore di Eltz, con leone rampante e ruota di Magonza. L'edificio è coperto da un tetto a mansarda. 
Nel 1736-1740, sulla parte allineata a nord, la zona della città precedentemente chiamata Zum Sautanz, vennero costruiti due pilastri del ponte che Carlo Magno aveva costruito negli anni 803-813. Questo ponte, lungo 500 metri, era orientato verso il Kasteller Amtshaus. Qui sono stati trovati anche i corrispondenti antichi pilastri. Oggi il ponte Theodor-Heuss conduce direttamente al Nuovo Arsenale e svolta solo nelle immediate vicinanze. 
Sebbene l'arsenale fosse in realtà un edificio funzionale, è dotato degli elementi architettonici di un palazzo. Welsch fu guidato dagli elementi costruttivi della vicina Deutschhaus. Le finestre ad arco al piano terra sono dotate di inferriate in ferro battuto. Hanno attributi bellicosi e mostrano stemmi, bandiere e scudi. Le finestre al piano superiore sono decorate con elmetti. Due grandi portali si aprono sul Reno, dove cannoni e altre attrezzature da guerra pesanti potevano essere trasportate via nave. Al posto del ponte odierno, c'erano gli ormeggi delle navi prima della sistemazione del Reno.

## Posizione

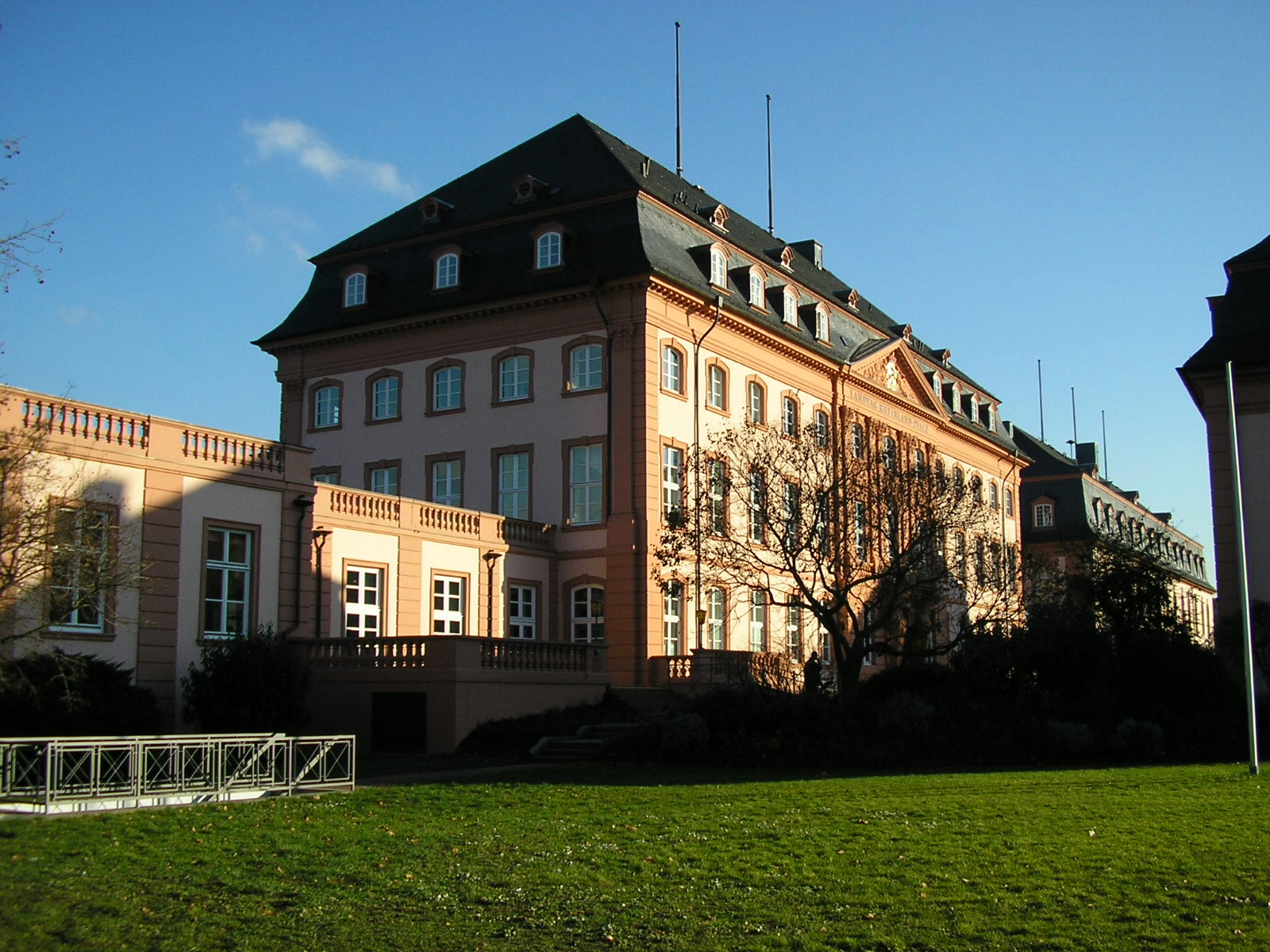
L'ex palazzo dell'ordine teutonico, e il Nuovo Arsenale

La posizione di questo arsenale era basata sulla vicinanza alle caserme delle truppe elettorali, che erano in grado di esercitarsi sulla piazza del palazzo elettorale. Allo stesso tempo, l'attraversamento del Reno era protetto dal ponte navale di importanza strategica. Il vicino Forte Mühlp era una parte importante delle fortificazioni della città. L'edificio è in linea con la Deutschhaus.

## Struttura essenziale per la guerra
Nel più breve tempo possibile, il colonnello Douay, direttore dell'armeria, il sottotenente colonnello la Riboissure e il tenente colonnello Varin capo dell'ingegneria, consegnano le loro armi, munizioni, telone, ecc. ai capi dell'artiglieria e ingegneri dell'esercito prussiano, in base alle condizioni di guerra che incombono su di loro.
Punto XII, dell'accordo che il generale di brigata d'Oyré, comandante di Magonza e Kastel concordò con la leadership prussiana nel 1793 per porre fine all'assedio di Magonza .
Fonte: Privileged Mainzer Zeitung, n. 1 del 29 luglio 1793.

## Uso odierno
Dal 1956, il Nuovo Arsenale è stato ampliato e convertito per ospitare la Cancelleria di Stato della Renania-Palatinato. Fu solo nel 1960 che la Cancelleria di Stato riuscì a trasferirsi nell'edificio restaurato dopo che era stata precedentemente ospitata nel Bassenheimer Hof. A tale scopo, l'edificio, che fu distrutto durante la seconda guerra mondiale ad eccezione del seminterrato e delle mura esterne, fu ampliato a quattro anziché due piani. Solo la parte del piano superiore che si affaccia sul Reno è stata conservata nelle sue dimensioni e ora funge da sala da ballo per ricevimenti statali. 
L'edificio ospita anche la Sala Gustav Stresemann, dove si svolgono le riunioni della Cancelleria e che la Società Stresemann utilizza per gli eventi. Nella sala c'è una targa con tre citazioni di Aristide Briand, Sir Austen Chamberlain e Gustav Stresemann. 
(Aristide Briand)
(Sir Austen Chamberlain)
(Gustav Stresemann)